# Euroliga de la FIBA 1997-98
La cuadragésimo primera edición de la Copa de Europa de Baloncesto, denominada desde el año anterior Euroliga de la FIBA, fue ganada por el conjunto italiano del Kinder Bologna, consiguiendo su primer título, derrotando en la final al AEK griego. La Final Four se disputó en el Palau Sant Jordi de Barcelona.

## Primera ronda
|    | Equipo        | Par. | G | P | PF  | PC  | Dif. |
| -- | ------------- | ---- | - | - | --- | --- | ---- |
| 1. | Olympiacos    | 10   | 7 | 3 | 722 | 702 | +20  |
| 2. | Efes Pilsen   | 10   | 6 | 4 | 718 | 674 | +44  |
| 3. | Maccabi Elite | 10   | 5 | 5 | 747 | 739 | +8   |
| 4. | CSKA Moscow   | 10   | 5 | 5 | 763 | 756 | +7   |
| 5. | Real Madrid   | 10   | 4 | 6 | 787 | 793 | –6   |
| 6. | Limoges       | 10   | 3 | 7 | 662 | 735 | –73  |

|    | Equipo           | Par. | G | P  | PF  | PC  | Dif. |
| -- | ---------------- | ---- | - | -- | --- | --- | ---- |
| 1. | Benetton Treviso | 10   | 9 | 1  | 782 | 664 | +118 |
| 2. | Estudiantes      | 10   | 6 | 4  | 753 | 747 | +6   |
| 3. | PAOK             | 10   | 6 | 4  | 729 | 672 | +57  |
| 4. | Türk Telekom PTT | 10   | 5 | 5  | 711 | 716 | –5   |
| 5. | Split            | 10   | 4 | 6  | 747 | 768 | –21  |
| 6. | Porto            | 10   | 0 | 10 | 688 | 843 | –155 |

|    | Equipo           | Par. | G | P | PF  | PC  | Dif. |
| -- | ---------------- | ---- | - | - | --- | --- | ---- |
| 1. | Kinder Bologna   | 10   | 9 | 1 | 773 | 655 | +118 |
| 2. | FC Barcelona     | 10   | 7 | 3 | 828 | 793 | +35  |
| 3. | Pau-Orthez       | 10   | 5 | 5 | 739 | 750 | –11  |
| 4. | Partizan         | 10   | 4 | 6 | 793 | 807 | –14  |
| 5. | Ülker            | 10   | 3 | 7 | 734 | 769 | –35  |
| 6. | Hapoel Jerusalem | 10   | 2 | 8 | 680 | 773 | –93  |

|    | Equipo             | Par. | G | P | PF  | PC  | Dif. |
| -- | ------------------ | ---- | - | - | --- | --- | ---- |
| 1. | AEK                | 10   | 6 | 4 | 683 | 653 | +30  |
| 2. | Teamsystem Bologna | 10   | 6 | 4 | 753 | 788 | -35  |
| 3. | Cibona             | 10   | 5 | 5 | 741 | 732 | +8   |
| 4. | Alba Berlin        | 10   | 5 | 5 | 752 | 754 | –2   |
| 5. | Union Olimpija     | 10   | 4 | 6 | 701 | 716 | –15  |
| 6. | PSG Racing         | 10   | 4 | 6 | 668 | 655 | +13  |

## Segunda ronda
(Los marcadores y clasificaciones de la primera ronda se acumulaban en la segunda)
|  | Los cuatro primeros de cada grupo clasificaban para Playoff |

|    | Equipo           | Par. | G  | P  | PF   | PC   | Dif. |
| -- | ---------------- | ---- | -- | -- | ---- | ---- | ---- |
| 1. | Olympiacos       | 16   | 12 | 4  | 1176 | 1098 | 78   |
| 2. | Efes Pilsen      | 16   | 12 | 4  | 1232 | 1106 | 126  |
| 3. | Maccabi Elite    | 16   | 11 | 5  | 1236 | 1152 | 84   |
| 4. | Split            | 16   | 5  | 11 | 1185 | 1243 | -58  |
| 5. | Türk Telekom PTT | 16   | 5  | 11 | 1131 | 1185 | -54  |
| 6. | Porto            | 16   | 0  | 16 | 1071 | 1356 | -285 |

|    | Equipo           | Par. | G  | P  | PF   | PC   | Dif. |
| -- | ---------------- | ---- | -- | -- | ---- | ---- | ---- |
| 1. | Benetton Treviso | 16   | 12 | 4  | 1213 | 1100 | 113  |
| 2. | CSKA Moscú       | 16   | 9  | 7  | 1217 | 1159 | 58   |
| 3. | PAOK             | 16   | 9  | 7  | 1119 | 1083 | 36   |
| 4. | Estudiantes      | 16   | 8  | 8  | 1171 | 1191 | -20  |
| 5. | Real Madrid      | 16   | 7  | 9  | 1187 | 1165 | 22   |
| 6. | Limoges          | 16   | 6  | 10 | 1099 | 1199 | -100 |

|    | Equipo         | Par. | G  | P  | PF   | PC   | Dif. | Diff |
| -- | -------------- | ---- | -- | -- | ---- | ---- | ---- | ---- |
| 1. | Kinder Bologna | 16   | 13 | 3  | 1196 | 1058 | 138  |      |
| 2. | Alba Berlin    | 16   | 9  | 7  | 1203 | 1208 | -5   |      |
| 3. | FC Barcelona   | 16   | 9  | 7  | 1273 | 1255 | 18   |      |
| 4. | Union Olimpija | 16   | 8  | 8  | 1144 | 1136 | 8    |      |
| 5. | PSG Racing     | 16   | 7  | 9  | 1062 | 1054 | 8    |      |
| 6. | Pau-Orthez     | 16   | 6  | 10 | 1144 | 1173 | -29  |      |

|    | Equipo             | Par. | G  | P  | PF   | PC   | Dif. |
| -- | ------------------ | ---- | -- | -- | ---- | ---- | ---- |
| 1. | AEK                | 16   | 11 | 5  | 1123 | 1055 | 68   |
| 2. | Teamsystem Bologna | 16   | 10 | 6  | 1206 | 1232 | -26  |
| 3. | Cibona             | 16   | 10 | 6  | 1245 | 1204 | 41   |
| 4. | Partizan           | 16   | 6  | 10 | 1234 | 1261 | -27  |
| 5. | Ülker              | 16   | 5  | 11 | 1201 | 1242 | -41  |
| 6. | Hapoel Jerusalem   | 16   | 2  | 14 | 1090 | 1243 | -153 |

## Top 16
| Equipo 1           | Agr. | Equipo 2       | Ida   | Vuelta | 3er partido |
| ------------------ | ---- | -------------- | ----- | ------ | ----------- |
| CSKA Moscú         | 2–1  | FC Barcelona   | 81–79 | 63–75  | 88–76       |
| Olympiacos         | 0–2  | Partizan       | 74–78 | 60–72  | {{{8}}}     |
| Teamsystem Bologna | 2–1  | Maccabi Elite  | 96–93 | 72–88  | 68–65       |
| Kinder Bologna     | 2–0  | Estudiantes    | 86–62 | 67–62  | {{{8}}}     |
| Efes Pilsen        | 2–0  | Cibona         | 75–59 | 102–98 | {{{8}}}     |
| Benetton Treviso   | 2–0  | Union Olimpija | 81–79 | 70–61  | {{{8}}}     |
| Alba Berlin        | 2–1  | PAOK           | 77–75 | 60–81  | 104–71      |
| AEK                | 2–0  | Split          | 76–46 | 62–54  | {{{8}}}     |

## Cuartos de final
Los equipos mejor clasificados jugaban los partidos 2 y 3 en casa.
| Equipo 1         | Agr. | Equipo 2           | Ida   | Vuelta | 3er partido |
| ---------------- | ---- | ------------------ | ----- | ------ | ----------- |
| Partizan         | 2–1  | CSKA Moscú         | 87–72 | 52–77  | 89–77       |
| Kinder Bologna   | 2–0  | Teamsystem Bologna | 64–52 | 58–56  | {{{8}}}     |
| Benetton Treviso | 2–1  | Efes Pilsen        | 67–57 | 58–59  | 76–68       |
| AEK              | 2–0  | Alba Berlin        | 88–68 | 82–58  | {{{8}}}     |

## Final Four

### Semifinales
21 de abril, Palau Sant Jordi, Barcelona
| Equipo 1         | Resultado | Equipo 2       |
| ---------------- | --------- | -------------- |
| Partizan         | 61–83     | Kinder Bologna |
| Benetton Treviso | 66–69     | AEK            |

### Tercer y cuarto puesto
24 de abril, Palau Sant Jordi, Barcelona
| Equipo 1 | Resultado | Equipo 2         |
| -------- | --------- | ---------------- |
| Partizan | 89–96     | Benetton Treviso |

### Final
| 23 de abril de 1998 | Kinder Bologna                                                                              | 58–44                | AEK                                                                      | |  |
|                     | Parciales: 28-20, 30–24                                                                     |                      |                                                                          | |  |
|                     | Estadísticas Antoine Rigaudeau 14 Radoslav Nesterovič 9 Hugo Sconochini, Alessandro Abbio 2 | Reporte Pts Reb Asts | Estadísticas 7 José Lasa 6 Iakovos Tsakalidis 3 José Lasa, Bane Prelević | Pabellón: Palau Sant Jordi, Barcelona Asistencia: 11.900 espectadores Árbitros: Miguel Ángel Betancort (ESP), Iztok Rems (SLO) |  |

| Campeón de la Euroliga de la FIBA 1997–98 |
| ----------------------------------------- |
| Kinder Bologna 1.er título                |

### Clasificación final
|  | Equipo           |
|  | ---------------- |
|  | Kinder Bologna   |
|  | AEK              |
|  | Benetton Treviso |
|  | Partizan         |